# إيوان ديفيد
إيوان ديفيد هو منافس ألعاب قوى روماني، (و. 1900  م).

## وصلات خارجية
- إيوان ديفيد على موقع أوليمبيديا (الإنجليزية)